# Mộc Thạnh
Mộc Thạnh (tiếng Trung: 沐晟, 1368-1439), tự Cảnh Mậu (景茂), là một đại thần của nhà Minh được giao nhiệm vụ cai quản khu vực Vân Nam từ năm 1398, sau khi anh trai là Mộc Xuân chết cùng năm này. Thạnh là người từng đem quân hợp cùng Trương Phụ sang đánh nước Đại Ngu của cha con Hồ Quý Ly cũng như đánh bại Giản Định đế và Trùng Quang đế sau đó. Lần cuối cùng đưa quân sang cứu Vương Thông năm 1427 bị quân Đại Việt do Phạm Văn Xảo và Trịnh Khả chỉ huy đánh bại tại cửa ải Lê Hoa, khu vực kéo từ thành phố Lào Cai sang huyện Hà Khẩu ngày nay. Như nhận xét của Minh sử, Mộc Thạnh nối nghiệp cha, anh; những người trung dũng; nên dù khả năng dụng binh của bản thân không được tốt, nhưng vẫn được trọng dụng vì lòng trung thành cũng như uy tín của họ Mộc tại Vân Nam, một vùng đất xa kinh thành.

## Gia thế
Mộc Thạnh là con trai thứ hai của Kiềm Ninh vương Mộc Anh (沐英) (1345-1392), người Hồi, công thần khai quốc nhà Minh nguyên gốc là người huyện Định Viễn, tỉnh An Huy. Mộc Thạnh tính cách giống cha, thích đọc sách và thận trọng trong lời ăn tiếng nói, nên rất được Chu Nguyên Chương (Minh Thái Tổ sau này) quý mến. Mộc Thạnh tham gia vào quân đội của Chu Nguyên Chương, thăng dần lên hậu quân đô đốc phủ thiêm sự, rồi tả đô đốc, tước Tây Bình hầu (năm 1399), trấn giữ Vân Nam.
Do có công trong việc đánh nhà Hồ, Mộc Thạnh được phong làm Kiềm quốc công vào năm 1408. Khi Minh Nhân Tông lên ngôi, phong thêm hàm Thái phó và ban ấn Chinh Nam tướng quân, vẫn cho trấn giữ Vân Nam. Ngày 18 tháng 3 năm Chánh Thống thứ 4 (1439) đời Minh Anh Tông, Mộc Thạnh chết trên đường trở về sau khi xuất quân đàn áp các dân tộc thiểu số tại Vân Nam, được truy tặng Định Viễn vương, thụy Trung Kính. Xác Thạnh được đưa về Nam Kinh, táng tại huyện Giang Ninh, hương Trường Ninh, phía bắc núi Quan Âm.
Thạnh có vợ họ Trình, có một con trai là Mộc Bân, khi Thạnh mất Bân còn nhỏ tuổi, sống ở kinh đô nhà Minh, nên việc trấn giữ Vân Nam do Định Biên bá Mộc Ngang (con trai thứ ba của Mộc Anh) đảm nhận. Kể từ khi Mộc Anh trấn thủ Vân Nam (năm 1381) cho tới đời Kiềm quốc công Mộc Thiên Ba (1628), khi nhà Minh sắp mất, thì họ Mộc đã trấn thủ Vân Nam tới 247 năm.

## Chiến trận tại Việt Nam

### Lần một
Năm 1400, Hồ Quý Ly cướp ngôi nhà Trần rồi nhường ngôi cho con là Hồ Hán Thương, dâng biểu báo nhà Minh là nhà Trần không còn người nối dõi tông đường. Năm 1403, Bùi Bá Kỳ, tì tướng của Trần Khát Chân, chạy sang tố cáo cha con Quý Ly giết vua, cướp nước, lại có Trần Thiêm Bình tự nhận là con cháu nhà Trần nên tháng 4 năm 1406, Minh Thành Tổ sai sứ giả hộ tống Trần Thiêm Bình về nước để làm vua, bị Hồ Hán Thương sai người đón đường giết đi. Chu Đệ lấy cớ sai Mộc Thạnh cùng Chu Năng (朱能) đem quân tấn công Đại Ngu.
Tháng 9 năm 1406, Chinh Di phó tướng quân Tây Bình hầu Mộc Thạnh đem quân từ đường Mông Tự (tên huyện, thuộc phủ Lâm An (nay là châu tự trị Hồng Hà) thuộc tỉnh Vân Nam, Lâm An tiếp giáp với ải Lê Hoa châu Quy Hóa nhà Hồ (nay là Lào Cai)), tiến quân đánh quan ải Phú Lệnh (thuộc tỉnh Tuyên Quang), kéo thẳng đến sông Thao còn Chu Năng từ Quảng Tây tiến sang, nhưng vì Chu Năng chết dọc đường nên Trương Phụ thay thế. Hai cánh quân này hợp lại tại sông Bạch Hạc (tên gọi một đoạn của sông Hồng, thuộc địa phận huyện Bạch Hạc, tỉnh Sơn Tây cũ. Sông này phía trên giáp với sông Thao, sông Đà, phía dưới thông với sông Phú Lương.)
Tháng 12 năm 1406, quân Minh do Trương Phụ và Mộc Thạnh chỉ huy đánh phá được thành Đa Bang (xã Cổ Pháp, huyện Tiên Phong, tỉnh Sơn Tây cũ), nhân đà thắng thế xuôi dòng chiếm lấy Đông Đô.
Tháng 2 năm 1407, Mộc Thạnh đánh cho quân nhà Hồ thua to ở sông Mộc Hoàn. Quân nhà Hồ rút lui, giữ cửa biển Đại An. Tháng 6 cùng năm, quân Minh bắt được cha con Hồ Quý Ly; Mộc Thạnh cùng Trương Phụ rút quân về nước và năm 1408 được phong là Kiềm quốc công, bổng lộc 3.000 thạch.

### Lần hai
Tháng 12 năm 1408, Mộc Thạnh làm Chinh Di tướng quân, đem 4 vạn quân từ Vân Nam, Quý Châu, Tứ Xuyên sang cùng Lữ Nghị hội quân ở Bô Cô chinh phạt Giản Định đế, bị quân của Giản Định đế đánh thua, phải chạy tới thành Cổ Lộng, Lữ Nghị cùng tham tán thượng thư Lưu Tuấn chết trận. Sau đó ông được cứu thoát về thành Đông Quan.
Tháng 7 năm 1409, do quân Minh thua, Anh quốc công Trương Phụ lại được cử đem 47.000 quân từ Chiết Giang, Giang Tây, Phúc Kiến, Hồ Quảng, Quảng Đông, Quảng Tây sang. Tháng 6 năm 1412, Trương Phụ và Mộc Thạnh dẫn quân tiến đánh Nghệ An, gặp quân của Nguyễn Suý và Đặng Dung ở bến Yên Mô, hai bên đánh nhau. Nguyễn Súy và Nguyễn Cảnh Dị chạy trước ra biển, quân của Đặng Dung bị cô lập, không có cứu viện, cũng phải dùng thuyền nhỏ vượt ra biển để trốn.
Tháng 6 năm 1413, Thạnh cùng Trương Phụ đánh Hóa Châu. Tháng 4 năm 1414, sau khi đánh bại Trùng Quang đế, ông cùng Trương Phụ rút quân về nước.

### Lần ba

Châu Thủy Vĩ (水尾) và ải Liên Hoa (蓮花隘) phủ Quy Hóa trấn Hưng Hóa trong bản đồ Đại Việt quốc tổng lãm đồ (大越國總覽圖) thời nhà Lê-Trịnh.

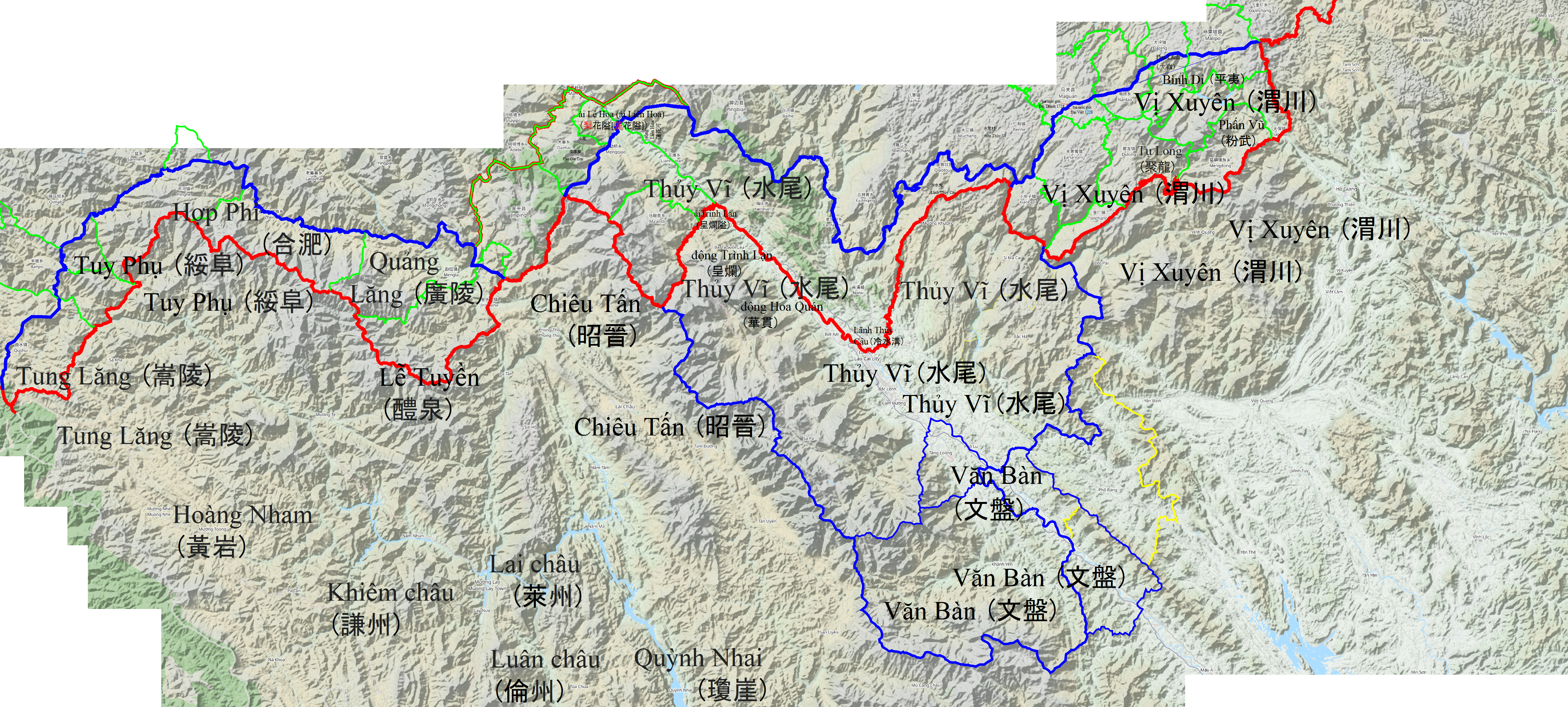
Bản đồ châu Thủy Vĩ phủ Quy Hóa trấn Hưng Hóa nước Đại Việt thời Hậu Lê.

Vương Thông bị quân của Lê Lợi vây khốn ở Đông Quan liền cấp báo. Nhà Minh cử Mộc Thạnh cùng Liễu Thăng đem quân sang cứu. Khoảng 18 tháng Chín năm Đinh Dậu (1427), Chinh Nam tướng quân thái phó Kiềm quốc công Mộc Thạnh cùng tham tướng Hưng An bá Từ Hanh và Tân Ninh bá Đàm Trung làm tả hữu phó tướng quân, theo đường Vân Nam, tiến đến đóng ở chợ Lê Hoa (棃花市) tức cửa ải Lê Hoa. Ải Lê Hoa (梨花隘), sau được gọi là ải Liên Hoa (蓮花隘), nay thuộc địa phận hương Liên Hoa Than (Ghềnh Liên Hoa, ghềnh hoa sen) huyện Hà Khẩu châu Hồng Hà tỉnh Vân Nam Trung Quốc.
Quân của Mộc Thạnh cầm cự với quân do các tướng Phạm Văn Xảo và Trịnh Khả chỉ huy nhưng tới tháng Mười cùng năm Đinh Dậu, nghe tin Liễu Thăng tử trận ngày 20 tháng Chín âm lịch, nên phải rút quân. Trịnh Khả nhân đà đang sắc bén, tung quân ra đánh phá. Mộc Thạnh chỉ kịp một người một ngựa chạy thoát.
An Nam truyện trong Minh sử chép: 沐晟軍至水尾, 造船將進, 聞通已議和, 亦引退, 賊乘之, 大敗 (Mộc Thạnh quân chí Thủy Vĩ, tạo thuyền tương tiến, văn Thông dĩ nghị hòa, diệc dẫn thoái, tặc thừa chi, đại bại) nghĩa là "Mộc Thạnh kéo quân đến Thủy Vĩ, làm thuyền bè, sửa soạn để chực tiến quân. Được tin Thông đã nghị hòa, Thạnh cũng rút lui. Địch thừa thắng đổ ra đánh. Thạnh thua to.'". Theo Minh thực lục, ngày 26 tháng Mười năm Đinh Mùi (tức ngày 14 tháng 11 năm 1427), Mộc Thạnh cùng thuộc hạ chạy tới Cao Trại, Thủy Vĩ thì bị quân Lam Sơn phục kích cả trên sông lẫn trên bờ, phải vất vả làm lại thuyền mới đi tiếp được. Hiện nay, tại hương Đại Trại huyện Kim Bình châu Hồng Hà, (tiếp giáp hương Liên Hoa Than), có tồn tại các địa danh là Cao Gia trại (Gaojiazhai 高家寨) và Thủy Vĩ (Shuiwei 水尾). Theo Đại Việt sử ký toàn thư: Sau ngày 15 tháng Mười năm Đinh Dậu (3 tháng 11 năm 1427), cánh quân Minh hướng Quảng Tây của Thôi Tụ, Hoàng Phúc bị đánh tan, vua Lê Lợi cho áp giải 1 chỉ huy và 3 thiên hộ của quân Minh bị bắt, cùng sắc thư, ấn tín của Liễu Thăng đã tử trận tới chỗ cánh quân Vân Nam của Mộc Thạnh. Mộc Thạnh trông thấy hoảng sợ thu quân tháo chạy. Nghĩa quân Lam Sơn của Phạm Văn Xảo, Trịnh Khả thừa thắng tiến đánh truy kích liên tiếp thắng hai trận Lãnh Thủy Câu (冷水溝) và Đan Xá (丹舍), chém hơn 1 vạn thủ cấp, bắt sống hơn 1 nghìn tên và hơn 1 nghìn con ngựa. Quân Minh còn bị chết đuối dọc theo suối Lãnh Câu và sông Lê Hoa giang, Mộc Thạnh một mình chạy thoát. Địa danh Lãnh Thủy Câu (suối nước lạnh, 冷水沟) đầu nguồn con suối chảy vào sông Hồng, thuộc Mạn Chương xã khu của trấn Hà Khẩu, nằm đối diện phía bắc đền Thượng Lào Cai (châu Thủy Vĩ xưa (水尾)), có thể là nơi diễn ra trận Lãnh Câu (冷溝) kết thúc thắng lợi khởi nghĩa Lam Sơn, được Nguyễn Trãi viết trong Bình Ngô đại cáoː (冷溝之血杵漂，江水為之嗚咽；丹舍之屍山積，野草為之殷紅。) "Suối Lãnh Câu, máu chảy thành sông, nước sông nghẹn ngào tiếng khóc. Thành Đan Xá, thây chất thành núi, cỏ nội đầm đìa máu đen." Địa danh Đan Xá, có thể ngày nay được biến đổi thành tên gọi Cam Long Tỉnh (甘龙井) hay Can Long Tỉnh (干龙井), là tên gọi của thôn Ganlongjing của hương Liên Hoa Than huyện Hà Khẩu châu Hồng Hà tỉnh Vân Nam Trung Quốc.
Năm 1428, sau khi quân Minh rút về nước, Vương Thông cùng Trần Trí, Mã Anh, Phương Chính, Sơn Thọ, Mã Kỳ đều bị giam vào ngục, tịch thu gia sản nhưng Mộc Thạnh, Từ Hanh, Đàm Trung thì không bị Minh Tuyên Tông hỏi tội, mặc dù bọn Thạnh cũng bị triều thần Bắc Kinh hặc tội.